# 항공 안전

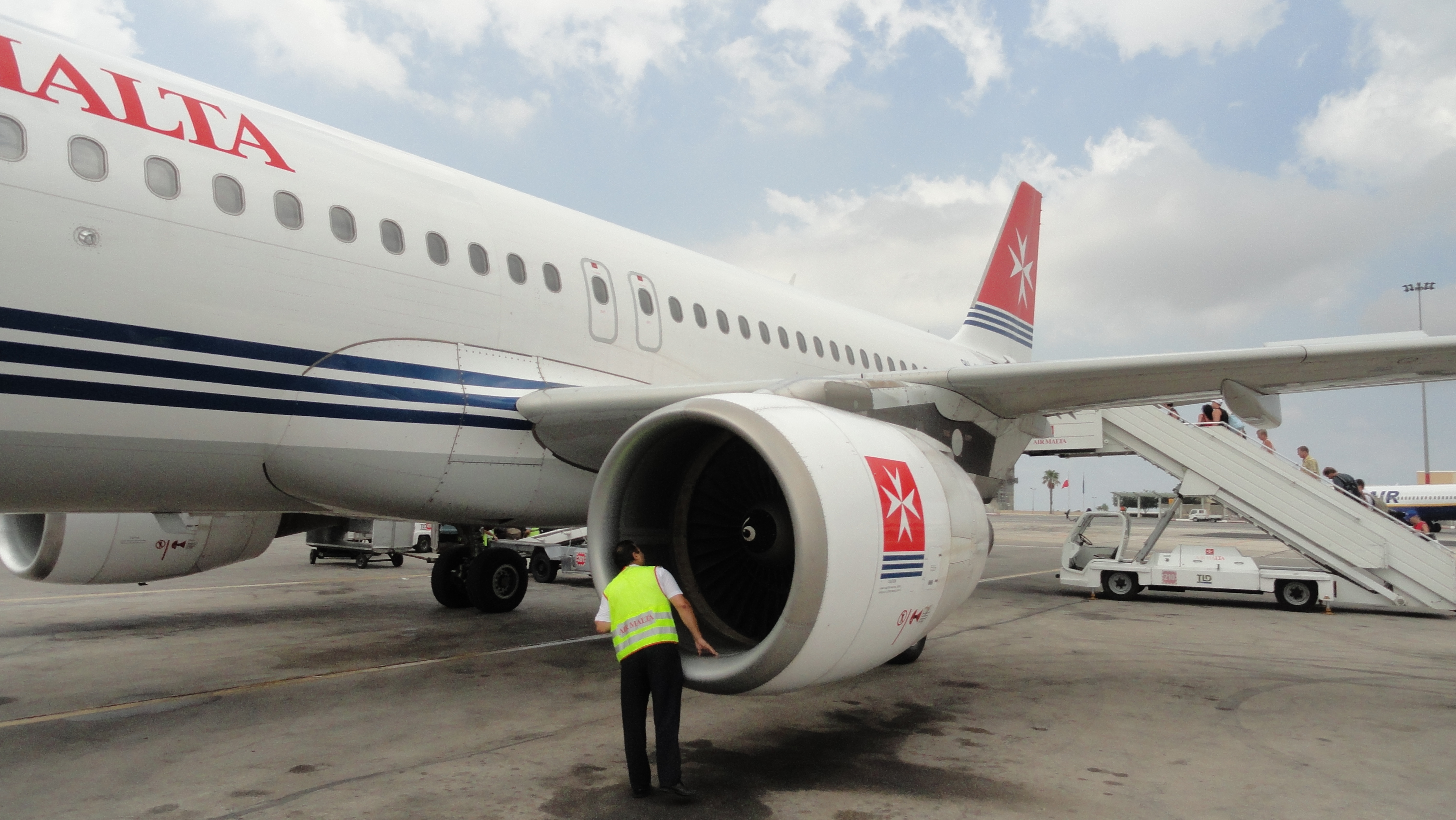
에어 말타의 에어버스 A320을 점검하고 있는 모습.

항공 안전(航空安全)은 항공의 안전과 관련된 것들을 포괄하는 용어이며, 항공 사고를 방지하기 위한 조치 및 안내, 관련 교육 및 조사와 연구 등을 포함한다.
관련 기관으로 미국 연방항공청, 유럽 항공 안전청 등이 있다.

## 같이 보기
- 에비에이션 세이프티 네트워크